# Raccoon Creek (Ohio River, Pennsylvania)
Der Raccoon Creek (auf Deutsch etwa Waschbärenflüsschen) ist ein linker Nebenfluss des Ohio. Der etwa 77 km lange Fluss durchfließt eine ländliche Region im Westen Pennsylvanias.

## Verlauf
Der Fluss entspringt in der Nähe von Hickory im Washington County. Von dort aus verläuft er stetig nach Norden. Etwa fünf Kilometer abwärts der Quelle wird der Raccoon Creek zum Cherry Valley Reservoir aufgestaut. In der Nähe von Burgettstown vereinigt er sich mit dem Burgetts Fork. Der Fluss durchfließt dann weiter das Washington County Richtung Norden und erreicht das Beaver County. Dort passiert er kurz den Raccoon Creek State Park und vereinigt sich mit dem Traverse Creek. Der Raccoon Creek mündet nahe der Ortslage Josephtown im Potter Township in den Ohio. Insgesamt ist der Fluss 47,7 Meilen (etwa 77 km) lang. Das Einzugsgebiet ist etwa 184 Quadratmeilen (477 km²) groß und überwiegend ländlich geprägt.

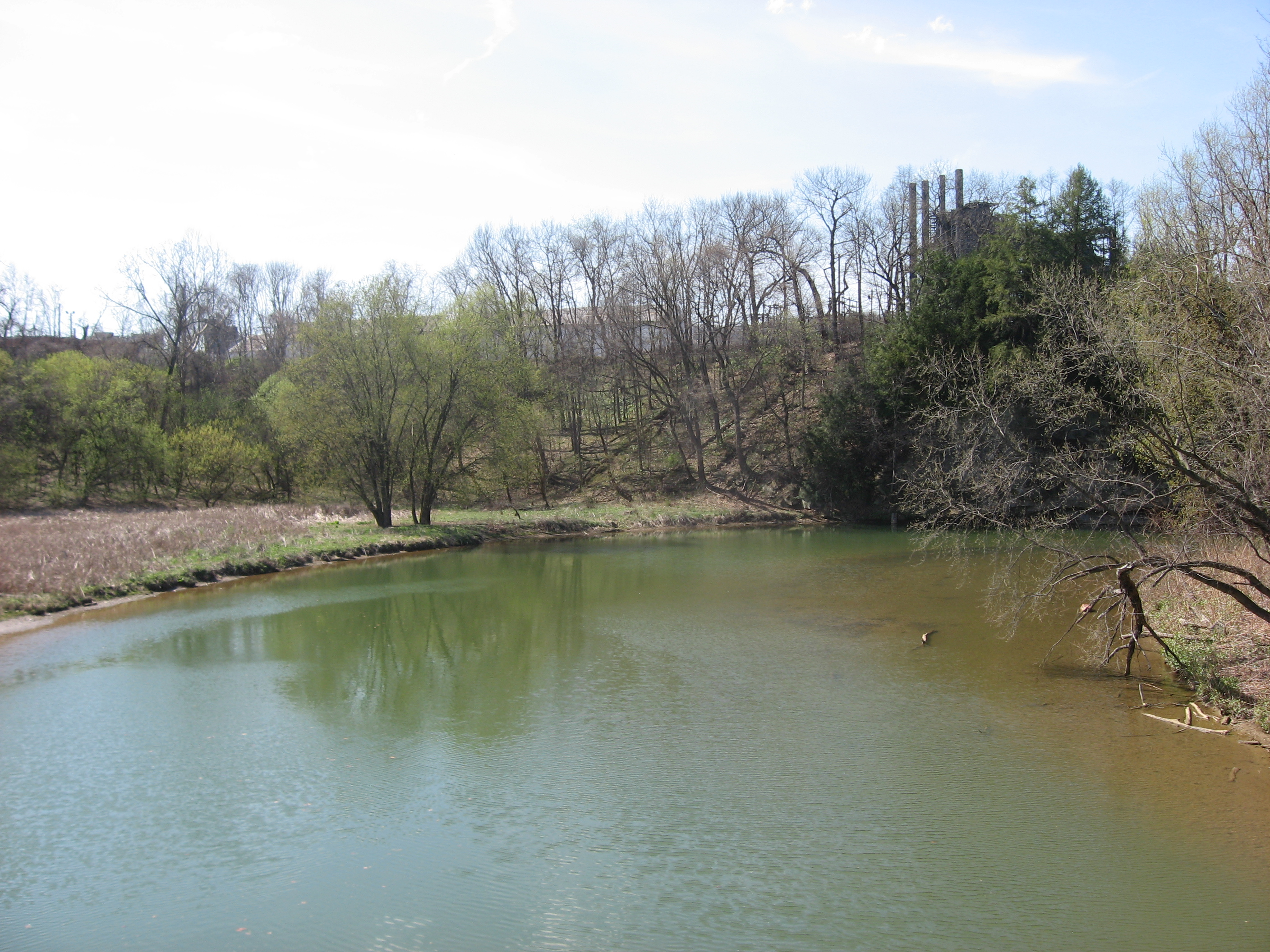
Raccoon Creek im Mündungsbereich, 2009

## Umweltschutz
Im Einzugsgebiet, besonders im Washington County, wird seit 1790 bis heute Steinkohle gewonnen. Sowohl die zwei aktiven Betriebe als auch die Tailings und Bergehalden der alten Gruben verschmutzen den Fluss. Die Umweltschutzbehörde in Pennsylvania geht von etwa 175 – 200 Einleitungen aus ehemaligen Steinkohlegruben aus. Ein Bericht von 2014 benennt außerdem die wachsende Schiefergas-Industrie (Marcellus-Formation) als mögliche Herausforderung für den Gewässerschutz. Seit 1999 gibt es mit der Independence Conservancy eine bürgerschaftliche Initiative, die sich um die Pflege und touristische Erschließung des Flusses kümmert.

## Belege
1. ↑  https://watersgeo.epa.gov/watershedreport/?comid=3821043
2. ↑  https://waterdata.usgs.gov/nwis/uv/?site_no=03108000&agency_cd=USGS
3. ↑  20D Raccoon Creek Region Conservation Plan. Dezember 2014, S. 11 (amerikanisches Englisch, independenceconservancy.org [PDF; abgerufen am 30. Oktober 2020]).
4. ↑  Pennsylvania Department of Environmental Protection (Hrsg.): Final Raccoon Creek Watershed TMDL : Allegheny, Beaver, and Washington Counties. 3. März 2003, S. 4 (amerikanisches Englisch, pa.us [PDF; abgerufen am 30. Oktober 2020]).
5. ↑  Pennsylvania Department of Environmental Protection (Hrsg.): Final Raccoon Creek Watershed TMDL : Allegheny, Beaver, and Washington Counties. 3. März 2003, S. 9 (amerikanisches Englisch, pa.us [PDF; abgerufen am 30. Oktober 2020]).
6. ↑  20D Raccoon Creek Region Conservation Plan. Dezember 2014, S. ii (amerikanisches Englisch, independenceconservancy.org [PDF; abgerufen am 30. Oktober 2020]).
7. ↑  History. In: Independence Conservancy. Abgerufen am 30. Oktober 2020 (amerikanisches Englisch).